# Le Sappey-en-Chartreuse
Le Sappey-en-Chartreuse – miejscowość i gmina we Francji, w regionie Owernia-Rodan-Alpy, w departamencie Isère.
Według danych na rok 1990 gminę zamieszkiwały 762 osoby, a gęstość zaludnienia wynosiła 50 osób/km² (wśród 2880 gmin regionu Rodan-Alpy Le Sappey-en-Chartreuse plasuje się na 935. miejscu pod względem liczby ludności, natomiast pod względem powierzchni na miejscu 756.).